# Vison d'Amérique
Neogale vison
 (octobre 2015).
Espèce
Répartition géographique
- Régions d'origine
- Régions d'introduction

Synonymes
- Mustela vison Schreber, 1777 (Protonyme)
- Neovison vison Wozencraft (en), 2005

Statut de conservation UICN

 LC  : Préoccupation mineure
Le Vison d'Amérique (Neogale vison) est une espèce de mammifères carnivores de la famille des Mustélidés, originaire d'Amérique du Nord. Anciennement classé dans le genre Mustela, ce vison fut le seul représentant actuel de son genre Neovison depuis l'extinction vers 1870 du Vison de mer (Neovison macrodon). Mais suite à des études génétiques récentes, le genre Neovison a été intégré au tout nouveau genre Neogale, regroupant d’autres espèces de mustélidés d’Amérique.
Animal commun en Amérique du Nord, il a été chassé sur son territoire pour sa fourrure, puis élevé intensivement en Europe et en Russie, notamment au XXe siècle. Des spécimens importés à cet usage se sont échappés et ont formé par la suite des populations férales dans le reste de l'hémisphère nord.
Sa présence en Europe est indésirable car il est en concurrence avec une autre espèce de Mustélidés déjà gravement menacée, le Vison d'Europe (Mustela lutreola).
L'élevage de visons est pratiqué à partir de 1872 en Amérique du Nord, puis introduit en Europe dès 1926, où il perdure au début du XXIe siècle principalement au Danemark. Cette activité économique fournit notamment la fourrure et l'huile de vison. En 2020, cet élevage est fortement mis à mal par des abattages massifs consécutifs à une contamination due au SARS-CoV-2, une mutation du virus étant susceptible d'affaiblir l'efficacité d'un vaccin contre la Covid-19 destiné à l'homme.

## Dénominations
- Nom scientifique : Neovison vison  (Schreber, 1777)[1],
- Nom recommandé ou typique : Vison d'Amérique[2],[3],[4],[5],[6],
- Autres noms vulgaires (vulgarisation scientifique) : Vison américain[4]
- Noms vernaculaires (langage courant), pouvant désigner éventuellement d'autres espèces : vison[3],[4].

## Description

### Morphologie
Le vison a la morphologie caractéristique des mustélidés : corps allongé, dos courbe, pattes courtes avec cinq doigts pourvus de griffes non rétractiles, ainsi qu’une longue queue. Les pattes sont semi-palmées. Il est équipé, comme les autres mustélidés, de glandes anales dont il sécrète, à titre défensif, une substance malodorante en cas de danger.
Le Vison d’Amérique montre un dimorphisme sexuel prononcé, surtout concernant le poids et la taille. Dans la nature, les mâles atteignent de 900 g à 2 kg, pour une longueur allant de 58 à 70 cm queue comprise. Une femelle pèse de 600 g à 1,2 kg, pour 40 à 65 cm de long. Les individus d’élevages peuvent être bien plus gros : certains mâles mesurent jusqu’à 90 cm de long pour un poids de 4 kg, et des femelles peuvent peser jusqu'à 2 kg.
Le vison est pourvu d’une dentition de carnivore, avec quatre canines proéminentes. Le Vison d’Amérique possède 34 dents.
Formule dentaire : 3132/3131 = 34
3/3 incisives
1/1 canines
3/3 prémolaires
1/2 molaires

### Pelage
Le Vison d’Amérique, selon qu'il est sauvage ou originaire d’élevage, peut revêtir des dizaines de couleurs différentes.
La forme sauvage est brune, les nuances varient selon les lignées et les régions, du brun clair au brun-roux, jusqu'aux visons brun foncé, presque noirs. Elle se distingue par une tache blanche sur le menton quasi systématique, et parfois par quelques touches de blanc disséminées sur le ventre.
Les éleveurs cherchent à éliminer ces taches, augmentant ainsi la surface de fourrure utilisable en pelleterie. Certains visons sont donc d'une couleur unie. On observe parfois un marquage très épars sur les formes sélectionnées : taches sur la tête, les pattes, les flancs… Parfois la couleur devient minoritaire sur le pelage, le vison étant blanc marqué de taches brunes, noires, etc. de tailles diverses, et une forme d'élevage est entièrement blanche aux yeux noirs.
La couleur d’origine est un brun sombre pour les poils de jarre, et brun plus clair pour les poils de bourre. Le pelage est dense et très fourni. Les visons d'élevage ont une fourrure plus dense que celle des visons sauvage du fait de la sélection des visonniers, et parfois plus rase : les visons dits velvet/velours sont les plus recherchés ; leur poil de garde doit être le plus ras possible, à peine plus long que le poil de bourre.
Au fil des générations d’élevage, la sélection a permis des couleurs et des marquages infiniment variés, dont les noms varient en fonction des visonnières et des pays.
Couleurs de base du vison d’élevage : blanc, perle, brun, noir, palomino, albinos, gris, bleu, dawn, silver blue cross, saphir cross, palomino cross, dawn cross, pastel cross, black cross, silver blue, saphir, topal, aube, pastel, scanglow, scanbrown, scanblack…
D’autres couleurs existent, produit de marquages aléatoires des visons : chat, Chalsedony, gletcher, hermine, karelskaja spotted, herggedal shadow, amethist, royal silver, spotted et d’autres. Les mutations de couleur des visons d'élevage sont vastes, mais la sélection poussée en termes de couleur et de qualité de la fourrure s'est parfois fait au détriment de certaines lignées liées à des couleurs, notamment les visons dits bleus.

### Distinction avec le vison d’Europe (Mustela lutreola)
Plusieurs caractères permettent de distinguer le vison d’Amérique de celui d’Europe :
- la taille : le vison d’Amérique est plus gros que son cousin européen à l’âge adulte.
- La fourrure diffère en termes de texture et de couleur.
- la tache sur le museau : la plupart du temps, le vison d’Europe possède une tache blanche sur la partie supérieure des lèvres et sur le menton, là ou le vison d’Amérique n’en a que sur le menton. S'il n’y a aucune tache, on peut en déduire qu’il s’agit d’un vison d’Amérique. En revanche, le fait qu’il y ait une tache sur la partie supérieure ou inférieure des lèvres n’est pas un critère suffisamment fiable pour permettre une conclusion définitive.
- le cri : les deux espèces possèdent un cri bien différent. Alors que le cri du vison d’Europe est court et répétitif, ressemblant à un aboiement strident, celui du vison d’Amérique est long et plaintif.
- les crottes et les empreintes : seule une analyse par procédé ADN (pour les crottes) ou une mesure au mm près grâce à une mousse mémoire (pour les empreintes) permet une identification fiable.

Plusieurs mesures (le plus souvent effectuées sur des individus morts) permettent davantage de certitude :
- la bulle tympanique : étroite et en forme d’amande chez Mustela lutreola, triangulaire chez Neovison.
- les vertèbres caudales : 20 à 21 chez Mustela lutreola, 19 chez Neovison
- le nombre de racines de la première prémolaire supérieure : une chez Mustela lutreola, deux chez Neovison.

## Écologie et comportement

### Habitat et répartition
Le vison semble vivre à proximité de milieux aquatiques d’eau douce très variés : on le trouve dans les cours d’eau, étangs, lacs, marais, milieux ouverts et forestier, mais aussi les côtes de l’Atlantique et les milieux urbains, tel que les ports. On le rencontre néanmoins le plus fréquemment sur les moyennes rivières.
Généralement, il ne s’éloigne que peu des rives. C’est un animal de plaine, qu’on ne trouve quasiment jamais au-delà de 700 m d’altitude.
Le gite du vison n’est pas obligatoirement sous terre. La plupart du temps, en période estivale, il dort caché dans les hautes herbes (dans les formations d’hélophytes). En hiver ou en période de gestation, il occupe des terriers d’autres espèces ou des cavités naturelles. Il habite parfois les troncs creux, les ronciers, les tas de bois, ou utilise le terrier de ses proies…  Le vison ne creuse pas lui-même de terriers.
Son domaine vital s’étend généralement entre 1,8 et 3 km de cours d’eau, celui du mâle étant plus grand que celui de la femelle. Le domaine observé le plus grand est de 18,1 km au Canada : plus la nourriture est rare, plus le territoire doit être vaste.

### Mode de vie
Le Vison d’Amérique est un animal semi-aquatique, actif de jour comme de nuit.
La période de chasse — terrestre ou aquatique — représente une grande majorité de l’activité du vison qui ne stocke pas, ou rarement, de la nourriture.
La baignade est fréquente et quotidienne chez le vison, particulièrement en période de forte chaleur : du fait de son épaisse fourrure, il lui est très difficile de réguler sa température, et plonger dans l’eau est souvent le moyen le plus efficace de se rafraîchir. Les plongées sont de courtes durées (moins d’1 min en général, jusqu’à 2 min s’il reste immobile), et il ne reste pas plus d'une heure consécutive dans l’eau, son poil n’étant pas suffisamment imperméable. Il remonte ainsi régulièrement se sécher sur des places de « ressui », et se lèche soigneusement la fourrure pour l’imperméabiliser à nouveau. Il n’est pas un excellent nageur, la plupart du temps sa technique de nage s’apparente à celle du « petit chien », excepté lorsqu’il plonge : dans ce cas, la propulsion se fait par impulsion des pattes arrière. De ce fait, le vison est surtout un nageur de surface. Sous l’eau, il a une vision assez médiocre, et il chasse principalement à l’aide de ses vibrisses (moustaches), qui lui permettent de repérer ses proies en fonction de leurs mouvements. Hors de l’eau, son ouïe fine et son flair aiguisé lui permettront de repérer facilement sa nourriture. Sous l’eau ou sur terre, c’est davantage grâce à sa discrétion et à sa détermination qu’à sa vitesse qu’il capture ses proies.
Le vison est solitaire, territorial et sédentaire. Il marque son territoire par des sécrétions anales et des excréments (fèces) mis en évidence.
En période de reproduction le mâle quitte son territoire pour aller à la rencontre de plusieurs femelles. Ces dernières restent sur leur domaine vital, où elles élèveront seules leurs jeunes, avant que ces derniers partent pour se trouver un territoire propre. Le reste du temps, le vison vit seul, et ne part que s’il est chassé ou menacé.

### Alimentation
Le Vison d’Amérique est un prédateur carnivore strict, mais opportuniste dans tout type de milieux aquatiques.
Selon son habitat, le vison consomme plus ou moins de poissons, de mammifères, d’oiseaux, d’amphibiens, de crustacés ou d’insectes de façon variée… Son appareil masticateur et digestif est typique d'un carnivore et les traces de végétaux dans ses fèces ne sont qu'anecdotiques [réf. nécessaire].
La plupart du temps, on retrouve ces aliments dans les proportions suivantes : 30 % de poissons, 35 % de mammifères, 30 % d’oiseaux, 5 % d’insectes et d’amphibiens. Il consomme essentiellement des animaux fréquentant les milieux humides. Le Vison d’Amérique mange environ 10 % de son poids par jour[réf. nécessaire], du fait de ses besoins métaboliques élevés.

### Reproduction et gestation
La période de rut a lieu dès la fin de l’hiver, en France généralement en février-mars. Le mâle vient séduire la femelle sur son territoire. L’accouplement est souvent assez bref (10 min à deux heures, avec une moyenne de 30 min) : le mâle mord la nuque de la femelle, la maintient au sol, et la pénètre. La femelle s’accouple généralement avec plusieurs mâles différents (2 à 5 mâles, 3 en moyenne). Le mâle parcourt de très longues distances pour trouver plusieurs femelles. L'implantation des embryons dans l'utérus peut être différée si la femelle s'accouple tôt dans la saison, de sorte que tous les petits naissent entre la dernière quinzaine d'avril, jusqu'à mi-mai, avec un pic au début de mai. Il est très sensible à la photopériode, et les conditions climatiques ont une forte influence sur la reproduction.
La gestation dure entre en moyenne 48 à 52 jours (avec des extrêmes de 38 et 72 jours) selon les individus et les conditions.
Il n’y a qu’une portée de 2 à 7 jeunes par an (en moyenne 5).
Les petits naissent aveugles et sourds. Vers l’âge de 3 semaines, leurs yeux s’ouvrent, ils commencent à marcher dans le nid. Lorsqu’ils appellent leur mère, leur cri ressemble au jappement d’un petit chien. Ils goûtent également à la nourriture solide, en complément du lait.
Vers 5 à 6 semaines, ils marchent et jouent, sortent du gîte pour s’aventurer dans l’herbe. Les jeunes sont sevrés vers leurs 6 semaines.
Autour de leurs 8 semaines, les petits commencent à s’intéresser à l’eau, la mère leur apprend à se nourrir. Ils consomment de plus en plus de proies vivantes. Ils quittent la mère à partir de 3 mois, et la dispersion de la nichée continue jusqu'en automne.
Le vison est sexuellement mature entre 8 et 10 mois, et se reproduit pour la première fois le printemps suivant sa naissance, certains seulement après leur deuxième année.

### Mortalité et longévité
À l’état sauvage, la longévité est estimée entre 3 et 6 ans. Cependant en captivité et dans de bonnes conditions, le Vison d’Amérique peut vivre une dizaine d’années. En visonnière, les animaux sont abattus vers 7 mois (voire 14 mois selon les élevages) et les reproducteurs au bout de 3 ou 4 ans.
À l’état sauvage, lorsqu’ils ne meurent pas de maladies (ADV, carré…) transmises par d’autres mustélidés, ils souffrent souvent d’affections par des parasites, internes la plupart du temps. Leur qualité d’animal semi-aquatique (et la densité de fourrure qui y est corrélée) leur évite la plupart des tiques et puces.
Les collisions routières, la pollution des eaux, les empoisonnements (par consommation de rongeurs infectés) et les pièges restent les principales causes de mortalité du vison. Néanmoins il est parfois victime de prédation :
- en Europe : renard, occasionnellement loutres, gros rapaces, chiens errants...
- en Amérique : alligator, loup, Grand-duc d'Amérique, martre, lynx…

### Maladies
Le vison est sujet à un certain nombre de maladies infectieuses, mortelles pour la plupart, dont voici les plus courantes : carré (parvovirus canin) ; entérite virale du vison (en) (EVV) ; coccidiose ; leptospirose ; maladie aléoutienne (ADV) ; maladie d'Aujeszky ; pseudomonose ; rage, etc.
Les animaux d'élevage sont sujets à d'autres maladies, voir plus bas.

## Classification
Anciennement classé dans le genre Mustela, il est inclus dans un nouveau genre, Neovison, depuis 2005, avec une autre espèce, Neovison macrodon, éteint depuis le XIXe siècle. Le Vison d'Amérique se distingue par un nombre de chromosomes différent des animaux du genre Mustela (2n=30, contre 2n=38 pour le Vison d’Europe).
Cette espèce a été décrite pour la première fois en 1777 par le naturaliste allemand Johann Christian Daniel von Schreber.

### Liste des sous-espèces
Selon Mammal Species of the World (version 3, 2005)  (19 juin 2013) et Catalogue of Life (19 juin 2013) :
- sous-espèce Neovison vison aestuarina (Ginnell, 1916)
- sous-espèce Neovison vison aniakensis (Burns, 1964)
- sous-espèce Neovison vison energumenos (Bangs, 1896)
- sous-espèce Neovison vison evagor (Hall, 1932)
- sous-espèce Neovison vison evergladensis (Hamilton, 1948)
- sous-espèce Neovison vison ingens (Osgood, 1900)
- sous-espèce Neovison vison lacustris (Preble, 1902)
- sous-espèce Neovison vison letifera (Hollister, 1913)
- sous-espèce Neovison vison lowii (Anderson, 1945)
- sous-espèce Neovison vison lutensis (Bangs, 1898)
- sous-espèce Neovison vison melampeplus (Elliot, 1904)
- sous-espèce Neovison vison mink (Peale & Palisot de Beauvois, 1796)
- sous-espèce Neovison vison nesolestes (Heller, 1909)
- sous-espèce Neovison vison vison (Schreber, 1777)
- sous-espèce Neovison vison vulgivaga (Bangs, 1895)

## L'espèce et l'homme
À l’origine, le vison d'Amérique est chassé en Alaska pour sa fourrure.

### Élevage du vison à fourrure
C’est Charles Rich, un Américain, qui fut le premier à monter un élevage de fourrure, nommé « visonnière », en 1872. Ce fut un tournant pour le Vison d’Amérique : en effet, les croisements génétiques ont donné lieu à une nouvelle variété de visons d’Amérique, différente de la souche sauvage (morphologie plus lourde, couleurs très variables…).

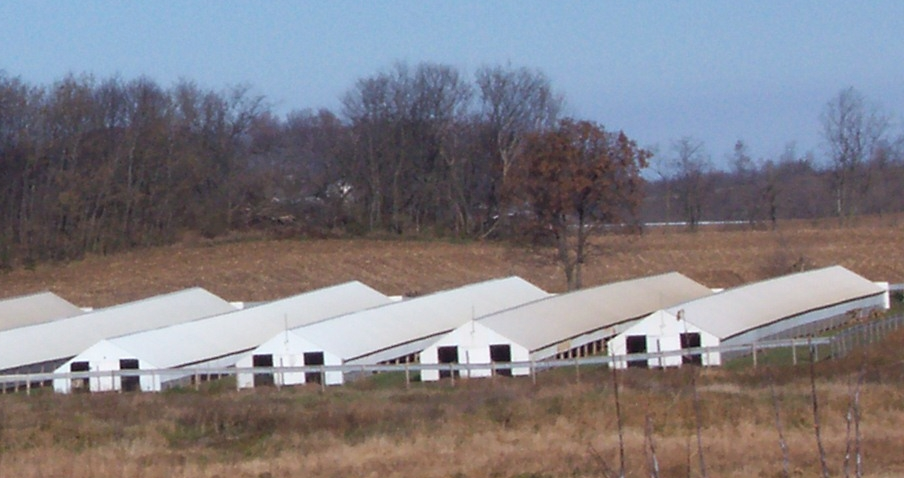
Une ferme d'élevage de visons aux États-Unis (Wisconsin, 2007).

À partir de 1926, le vison d’Amérique est introduit en Europe, où de petits élevages voient le jour. En plus de leur fourrure, utilisée notamment pour en faire des manteaux, les élevages produisent de l'huile de vison, utilisée en cosmétique, en médecine et pour l'entretien du cuir.

#### Conditions sanitaires
En plus des maladies traditionnelles qui affectent cette espèce, on rencontre parfois certaines infections hépatiques et la laryngotrachéite infectieuse dans les élevages intensifs, mais ces pathologies n'ont pas été observées sur des visons vivant à l’état sauvage.
Le vison peut aussi être sujet à des maladies liées à la nutrition. Ces maladies surviennent essentiellement sur les animaux en captivité, par manque de contrôle de la provenance des aliments (rupture de la chaine du froid ou erreur de dosage) et peuvent provoquer soit d’importantes carences ou excès, soit divers troubles parmi lesquels : anémie de nutrition ; hépato-néphrite ; paralysie de Chastek ; empoisonnement par le sel ; polychlorinate de biphenyl (PCB) ; botulisme.

### Rôle de l'élevage intensif du vison dans lapandémie de COVID19
Début juin 2020, un élevage de visons de Deurne, dans le sud des Pays-Bas, aurait été infecté par le coronavirus SARS-CoV-2, et deux employés de l'élevage auraient été contaminés par les visons, ce qui serait le premier cas européen de transmission animal-homme du covid-19. Les autorités néerlandaises ont, malgré l'action de sociétés de protection animale devant ce qui n'est qu'une suspicion, ordonné l'abattage des 10 000 visons des élevages du pays.
Le 3 novembre 2020, le gouvernement danois, confirme publiquement qu'un virus muté de la Covid-19 a été transmis à 12 personnes dans 5 élevages de visons. Deux mutations du gène codant la protéine S1 du Sars-CoV-2 ont été détectés, qui sont potentiellement un danger pour la santé publique. Or, la plasticité de la protéine S1 est connue pour donner au virus un avantage décisif pour franchir la barrière d’espèce. Le virus apparu chez le vison, muté a priori, a déjà été transmis à 214 personnes, menaçant l'efficacité d'un futur vaccin en entraînant une moindre efficacité des anticorps humains. Le gouvernement ordonne par conséquent l'abattage des 17 millions de visons élevés sur le territoire. Cette décision est notamment motivée par le fait que dans le contexte des élevages aviaires industriels, le coronavirus de la bronchite infectieuse aviaire, trop contagieux, n'a jamais pu être correctement bloqué par les mesures de biosécurité classique. Seul un vaccin, régulièrement mis à jour et utilisé dans le monde entier, semble être efficace.
D'autres pays européens touchés par le virus, font également abattre massivement les visons d'élevage en 2020.
En novembre 2020, alors que le rôle du pangolin dans la propagation de la Covid-19 est progressivement écarté par les chercheurs,, dans un article du blog Les Crises du 7 janvier, le sociologue et journaliste pour le journal Reporterre Yann Faure expose des données attestant la possibilité que les élevages de vison chinois aient pu jouer un rôle dans l'émergence du Covid19,,,. En duo avec le journaliste scientifique Yves Sciama, ils réalisent une enquête pour Reporterre entre novembre et décembre 2020 qui sera reprise par de nombreux médias,,.
Le 8 janvier, un article publié dans la revue Science confirme que l'hypothèse présenté par Reporterre mérite d'être étudiée.

### Animal de compagnie
Il faut en outre préciser que le Vison d’Amérique est aussi détenu en Europe (Espagne, France, Pays-Bas, Luxembourg, Belgique, Allemagne, Hollande) comme animal de compagnie.

### Marronnage
Dans certains pays du vieux continent, en Sibérie et en Russie par exemple, des Visons d’Amérique sont relâchés pour être piégés à l’état sauvage, les visons d’élevage ayant moins de valeur commerciale. On remarque dès lors ses formidables capacités d’adaptation. Le vison d’Amérique commence donc à conquérir de nouveaux territoires, comme l’Eurasie et l’Amérique du sud. Il est aujourd'hui présent sous forme de populations férales jusqu'à l'extrémité orientale du continent Asiatique : dans la péninsule du Kamtchatka où il est parfaitement à l'aise, les conditions climatiques se rapprochant de celles de l'Amérique du Nord.
À partir de 1940, un peu partout en Europe, des élevages ferment faute de rentabilité (particulièrement à la suite de la Seconde Guerre mondiale) et relâchent les animaux dans la nature, d’autres s’échappent, et plus récemment il arrive que des élevages entiers soient libérés par des activistes (le dernier en date en France : octobre 2009 en Dordogne, 4 200 animaux),.
C’est ainsi que le vison d’Amérique colonise peu à peu la grande majorité de l’Europe. On le retrouve dans la plupart des milieux naturels, aussi bien en montagne qu’en bord de mer (bien que l’eau salée ne soit pas son milieu de prédilection), menaçant directement la population fragile des visons d’Europe, et provoquant des ravages chez certaines espèces menacées (par ex. les sternes en Bretagne).

## Statut de conservation
À l’état sauvage, le Vison d’Amérique se trouve à l’origine en Amérique du Nord. Il est largement présent en Alaska, dans tout le sud du Canada et dans la large moitié nord des États-Unis. Il y est assez bien représenté, même si l’on constate quelques diminutions des populations depuis le début des années 2000.
En Europe, le Vison d’Amérique est une espèce introduite et devenue invasive.

### En France
C'est une espèce chassable, inscrite en France sur la liste des espèces susceptibles d'occasionner des dégâts en France.
Ce vison est concerné par:
- l'Arrêté Ministériel du 10 aout 2004 (condition de détention des espèces) modifié par AM du 30 juillet 2010 (JO du 10/09/10) (introduction dans le milieu naturel interdite)
- Annexe 2 du 10 aout 2004
- Arrêté du 26 juin 1987, (fixant la liste des espèces de gibier dont la chasse est autorisée)
- Article L415-3 du code de l'environnement (loi du 12 juillet 2010)  modifié par la loi « Grenelle 2 »(concernant les sanctions pénales)
- AM du 25 octobre 1995 (contrôle des établissements de détention d'espèces non domestiques)
- Loi du 10 juillet 1976 (protection de la nature)

Marquage obligatoire des spécimens avec transpondeur NAC/faune sauvage, inscription au registre CERFA no 12446*01, le détenteur doit obligatoirement être titulaire du certificat de capacité, autorisation préfectorale d'ouverture et tenir un registre journalier ainsi qu'un registre d'entrée-sortie.
Son introduction dans le milieu naturel est interdite sur le territoire français.

#### Thèses
- Perrot Amélie. Le déclin du vison d’Europe (Mustela lutreola) : une origine infectieuse ? le point sur la maladie aléoutienne en France. 2003, Toulouse
- F. Boucher pinard. L'antibiothérapie chez le vison d’élevage. 1990, Nantes
- P. Cappe. L’élevage du vison. 1996, Nantes
- B. Coche. Aspects pratiques de l’élevage et de la pathologie du vison en France. 1962, Lyon
- B. Coche. Aspects pratiques de l'élevage et de la pathologie du vison en France, 1964
- M. Denicourt. Contribution à la splanchnologie du vison. appareil digestif et appareil respiratoire. 1964, lyon
- J.L. Desfaits. Contribution à l’étude de la maladie aléoutienne du vison. 1968, Lyon
- C. Gachet. Étude de l'impact écologique et économique du vison d'Amérique (mustela vison) sur une rivière de basse Bretagne : l'aulne. première approche du régime alimentaire. 1990, Nantes
- J. Guillaume. Contribution à l’étude de la pathologie du vison : les lésions rénales des animaux à fourrure défectueuse. 1966, Alfort
- H.E. Jeanbourquin. Contribution à l’étude de la maladie du vison aléoutien : virologie, immunologie, pathogénie. 1987, Alfort
- A.P. Jetur. La maladie aléoutienne du vison : épidémiologie, diagnostic, traitement et prophylaxie. 1989, Alfort
- A. Le Delezir-Lecoq. Contribution à l’étude du botulisme. Essai de mise au point d'un vaccin de type C chez le vison d’élevage. 1986, Nantes
- M. Liabeuf. Contribution à l'évaluation des risques sanitaires pour le vison d’Europe lies à la présence d’élevages et de populations férales de visons d'Amérique dans le sud-ouest de la France. 2005, Nantes
- M. Liberge. Statut parasitaire du vison d’Europe (mustela lutreola) en France : étude comparative de la faune helminthique du vison d’Europe, du vison d'Amérique (mustela vison) et du putois (mustela putorius). 2004, Toulouse
- J.L.G. Morque. Contribution à l'étude physico-pathologique de la reproduction du vison d'élevage. 1981, Toulouse
- J.M.Petit. Alimentation du vison. 1989
- C. Reme. Photorégulation de la reproduction et horloges biologiques chez le vison mâle. Expériences en lumières poly et monochromatiques. 1999, Lyon
- M. Sense Guilbert. Contribution à l’étude des paramètres de la reproduction du vison. analyse statistique des résultats de l’élevage de l'INRA de Jouy-en-Josas de 1971 a 1986. 1988, Alfort
- N. Weber-Chalas. Connaissances actuelles sur les maladies du vison. 1982, Lyon